# Нагірянська сільська рада
Нагіря́нська сільська́ ра́да — орган місцевого самоврядування Нагірянської сільської громади в Чортківському районі Тернопільської області. Адміністративний центр — с-ще Нагірянка.

## Загальні відомості
- Територія ради: 181,7 км²
- Населення ради: 8 738 осіб (станом на 2020)

## Старостинські округи
| Назва          | Населені пункти | Староста        |
| -------------- | --------------- | --------------- |
| Заболотівський | с. Заболотівка  | Гаджала Марія   |
| Капустинський  | с. Капустинці   | Костенко Сергій |
| Милівецький    | с. Милівці      | Попик Володимир |
| Мухавський     | с. Мухавка      | Олійник Олег    |
| Сосулівський   | с. Сосулівка    | Солтис Василь   |
| Улашківський   | с. Улашківці    | Лічний Антон    |
| Шульганівський | с. Шульганівка  | Гулька Людмила  |
| Ягільницький   | с. Ягільниця    | Джумага Андрій  |

## Історія
Сільська рада утворена у вересні 1939 року.
До 2020 року — адміністративно-територіальна одиниця у Чортківському районі Тернопільської области з територією 14,831 км² та населенням 2 370 осіб.
З 1 грудня 2020 року центр Нагірянської сільської громади.

## Географія
До 2020 року Нагірянська сільська рада межувала з Улашківською, Сосулівською, Ягільницькою, Мухавською, Шульганівською та Базарською сільськими радами — Чортківського району.

## Склад ради

### Керівний склад попередніх скликань

#### Голови ради
| Прізвище, ім'я, по батькові | Основні відомості | Дата обрання | Дата звільнення |
| --------------------------- | ----------------- | ------------ | --------------- |
| Берегуля Микола Іванович    | Сільський голова  | 1990         | 1994            |
| Пирен Ігор Володимирович    | Сільський голова  | 1994         | 1998            |
| Пирен Ігор Володимирович    | Сільський голова  | 1998         | 2002            |
|                             | Сільський голова  | 2002         | 2006            |
| Барна Олег Степанович       | Сільський голова  | 26.03.2006   | 01.02.2008      |
| Головацький Петро Федорович | Сільський голова  | 20.06.2010   | 31.10.2010      |
| Головацький Петро Федорович | Сільський голова  | 31.10.2010   | 25.10.2015      |
| Головацький Петро Федорович | Сільський голова  | 25.10.2015   | 25.10.2020      |
| Кіндрат Ігор Йосипович      | Сільський голова  | 01.12.2020   |                 |

#### Секретарі ради
| Прізвище, ім'я, по батькові | Основні відомості | Дата обрання | Дата звільнення |
| --------------------------- | ----------------- | ------------ | --------------- |
| Осадца Орислава Альойзівна  | Секретар          | 1990         | 1994            |
| Осадца Орислава Альойзівна  | Секретар          | 1994         | 1998            |
| Осадца Орислава Альойзівна  | Секретар          | 1998         | 2002            |
|                             | Секретар          | 2002         | 2006            |
|                             | Секретар          | 2006         | 2010            |
| Матвіїв Леся Констянтинівна | Секретар          | 2010         | 2015            |
| Матвіїв Леся Констянтинівна | Секретар          | 2015         | 2020            |
| ?                           | Секретар          | 2020         |                 |

### Депутати

#### VIII скликання
За результатами місцевих виборів 2020 року депутатами ради стали:
1. Гаджала Марія Карлівна
2. Пилипик Марія Богданівна
3. Дерій Іван Богданович
4. Юрків Василь Ярославович
5. Богун Надія Петрівна
6. Наливайко Оксана Ярославівна
7. Колівошко Євген Петрович
8. Григорчук Ганна Мусіївна
9. Лазарчук Оксана Франківна
10. Мацишин Андрій Євстахович
11. Рудик Галина Ярославівна
12. Федорович Юрій Мар’янович
13. Церковний Володимир Іванович
14. Дутка Оксана Зіновіївна
15. Ревуцький Олег Михайлович
16. Зарівний Олександр Григорович
17. Кучарський Анатолій Тарасович
18. Хом’як Любомир Володимирович
19. Буряк Галина Степанівна
20. Войцишин Роксолана Петрівна
21. Гашок Михайло Євгенович
22. Хруставка Любомир Михайлович

#### VII скликання
За результатами місцевих виборів 2015 року депутатами ради стали:
1. Пиняк Богдан Миколайович
2. Ружицький Євген Михайлович
3. Фрич Володимир Іванович
4. Старовойтова Тетяна Ярославівна
5. Костельна Любов Іванівна
6. Матвіїв Леся Костантинівна
7. Побуринний Юрій Михайлович
8. Лопушняк Володимир Васильович
9. Лопушняк Юлія Михайлівна
10. Мединська Володимира Ігорівна
11. Півцьо Тетяна Володимирівна
12. Дмитрук Людмила Михайлівна
13. Вислоцька Галина Михайлівна
14. Теслюк Ольга Яківна

#### VI скликання
За результатами місцевих виборів 2010 року депутатами ради стали:
1. Стахів Мирослав Людвігович
2. Росляк Василь Ярославович
3. Старовойтова Тетяна Ярославівна
4. Вислоцька Галина Михайлівна
5. Костельна Любов Іванівна
6. Дмитрук Людмила Михайлівна
7. Мединська Володимира Ігорівна
8. Побуринний Юрій Михайлович
9. Матвіїв Леся Костянтинівна
10. Петрочко Ігор Михайлович
11. Білий Тарас Володимирович
12. Осадца Ярослав Степанович
13. Пипко Лілія Валеріївна
14. Фрич Володимир Іванович
15. Лопушняк Юлія Михайлівна
16. Пелікан Юлія Іванівна

#### V скликання
За результатами місцевих виборів 2006 року депутатами ради стали:
1. Білий Тарас Володимирович
2. Дмитрук Людмила Михайлівна
3. Жидонік Роман Іванович
4. Запухляк Валерій Богданович
5. Кіндрат Ольга Володимирівна
6. Кобеля Петро Григорович
7. Коник Петро Степанович
8. Костельна Любов Іванівна
9. Криницька Ольга Михайлівна
10. Лопатюк Наталія Володимирівна
11. Матвіїв Леся Костянтинівна
12. Мединська Володимира Ігорівна
13. Осадца Богдан Євстахович
14. Осадца Ярослав Степанович
15. Скучипець Сергій Євгенович
16. Стахів Ярослав Мирославовович

#### IV скликання
За результатами місцевих виборів 2002 року депутатами ради стали:

#### III скликання
За результатами місцевих виборів 1998 року депутатами ради стали:
1. Судя Степан Петрович
2. Осадца Орислава Альойзівна
3. Коцюлим Михайло Адамович
4. Шекета Стефа Михайлівна
5. Ладан Антон Степанович
6. Вислоцький Василь Михайлович
7. Ружицький Євген Михайлович
8. Барна Степан Михайлович
9. Гайдук Катерина Михайлівна
10. Трибухівський Тадей Олексійович
11. Дерій Антон Михайлович
12. Шевчишин Микола Романович
13. Олексяк Іван Несторович
14. Ружицький Іван Петрович
15. Сивулич Надія Федорівна

#### II скликання
За результатами місцевих виборів 1994 року депутатами ради стали:
1. Брощак Михайло Йосипович
2. Войцьо Богдан Степанович
3. Зубік Йосип Степанович
4. Кіндрат Ганна Тарасівна
5. Кіт Петро Степанович
6. Колодрубський Роман Іванович
7. Ладан Антон Степанович
8. Мотовиляк Ірина Михайлівна
9. Нечипорук Дмитро Іванович
10. Осадца Орислава Альойзівна
11. Побуринний Мирослав Петрович
12. Судя Степан Петрович
13. Федош Ярослав Степанович
14. Шевчук Антон Йосипович
15. Шевчук Петро Васильович

#### I скликання
За результатами місцевих виборів 1990 року депутатами ради стали:
1. Побуринний Мирослав Петрович
2. Осадца Іван Арнольдович
3. Осадца Орислава Альойзівна
4. Нечипорук Дмитро Іванович
5. Охват Ганна Григорівна
6. Берегуля Микола Іванович
7. Ладан Антон Степанович
8. Порценалюк Зеновія Романівна
9. Сас Галина Йосипівна
10. Стельмащук Оксана Романівна
11. Корчинська Надія Макарівна
12. Шевчук Антон Йосипович
13. Даньчак Роман Адамович
14. Губік Іван Атанасович
15. Наконечний Степан Павлович
16. Кіндрат Ганна Тарасівна
17. Корилюк Любов Тимофіївна
18. Шуригіна Людмила Володимирівна
19. Мазурчук Леонід Степанович
20. Сивулич Надія Федорівна